# Pădurea Roșcani
Pădurea Roșcani este o arie protejată de interes național ce corespunde categoriei a IV-a IUCN (rezervație naturală de tip forestier) situată în județul Iași, pe teritoriul administrativ al comunei Trifești.

## Localizare
Aria naturală cu suprafață de 34,60 de hectare se află în partea nord-estică a județului Iași, în Podișul Moldovei (ocupând partea sud-estică a Câmpiei Moldovei), în partea vestică a satului Roșcani.

## Descriere
Rezervația naturală a fost declarată arie protejată prin Legea Nr.5 din 6 martie 2000 (privind aprobarea Planului de amenajare a teritoriului național - Secțiunea a III-a - arii naturale protejate) și reprezintă o zonă împădurită cu rol de protecție pentru mai multe specii arboricole de stejar (Qurcus robur), gorun (Quercus petraea), frasin (Fraxinus orientalis), arțar (Acer platanoides) sau  tei (Tilia). 
În arealul rezervației este prezentă și specia cunoscută sub denumirea populară de cărpiniță (Carpinus orientalis) care vegetează alături de alte specii de arbusti, printre care dârmozul (Viburnum lantana), scumpia (Cotinus coggygria) și mojdreanul (Fraxinus ornus).